# Skuggstövslända
Skuggstövslända (Bertkauia lucifuga) är en insektsart som först beskrevs av Jules Pièrre Rambur 1842.  Skuggstövslända ingår i släktet Bertkauia, och familjen dunhornstövsländor. Arten är vanlig i stora delar av Europa, och reproducerande i Sverige.